# Южное движение (Йемен)
Южное движение, или Аль-Хирак (араб. الحراك الجنوبي‎) — народное движение, выступающее за независимость бывшей Народной Демократической Республики Йемен. Активно с 2007 года.

## История
В мае 2007 года на юге Йемена борьба приняла новый оборот. Протестующие пенсионеры, которым не были выплачены пенсии в течение нескольких лет, начали организовывать небольшие демонстрации с требованием равных прав и покончить с экономической и политической маргинализацией на юге. По мере роста популярности таких протестов выросло количество людей, поддерживающих требования протестующих. В конце концов целью протестующих стало обретение независимости Южного Йемена. Ответ правительства на эти протесты был пренебрежителен: протестующие были названы «отступниками государства».
Это привело к появлению Южного движения, которое выросло из рыхлой коалиции групп с различными подходами и целями до более радикальной группировки, выступающей в пользу полного отделения от севера.
Популярность движения продолжает расти на всём юге страны, особенно в районах за пределами бывшей столицы Аден, где государственный контроль ограничен. В горном районе Яфа (теперь именуется «Свободный Юг» — الجنوب الحر) обеспечено верховенство закона, введённого в сети племен, которые верны движению Южного Йемена. За пределами Адена флаги бывшего Южного Йемена, нарисованные граффити, можно увидеть на многих стенах. Правительство признало данный факт незаконным. Многие граждане северного Йемена, участвовавшие в восстании 2011 года против правительства Салеха, пытаются разработать союз с движением Южного Йемена. С 2009 года к Южному движению присоединился джихадист Тарик аль-Фадли, наследник последнего султана Фадли, взявший под контроль Абьян (в 2011 году аль-Фадли вступил в союз с региональной Аль-Каидой).
После государственного переворота в 2015 году демонстранты Южного движения захватили контроль над правительственными зданиями в Адене, а также над международным аэропортом Адена, где они водрузили флаг Южного Йемена. Также они без потерь захватили КПП в городе Атак. Чиновники в Адене и в ряде других населённых пунктах в Хадрамауте заявили, что они больше не будут выполнять приказы из Саны после переворота.

## Подконтрольные территории
По состоянию на март 2015 года под контролем повстанцев Южного движения находились провинции Аден (частично), Лахдж, а также город Атак. Однако позднее эти территории были переданы войскам, подконтрольным беглому президенту Хади, а также армиям Саудовской Аравии и ОАЭ.